# Nylla
Nylla is een geslacht van vlinders van de familie dikkopjes (Hesperiidae), uit de onderfamilie Hesperiinae.

## Soorten
- N. allynorum Miller & Miller, 1972
- N. cordillera Miller & Miller, 1972